# Varduhi Yeritsyan
Varduhi Yeritsyan, née en 1981 à Erevan, est une pianiste franco-arménienne.

## Biographie
Née dans une famille de musiciens (son père et sa mère sont pianistes), elle étudie naturellement cet instrument dans une école spécialisée, dont elle sort à 16 ans avec le premier prix. Elle entre alors au Conservatoire national supérieur de musique d'Erevan où elle étudie en particulier avec Mikhaïl Voskressenski et Viktor Merjanov, pendant trois années. En 2002, elle s'installe en France et continue ses études au Conservatoire national supérieur de musique et de danse de Paris, dans la classe de Brigitte Engerer. Elle a depuis joué dans de nombreux concerts, principalement en France, et en Europe.